# Autobahndreieck Waltersdorf
Das Dreieck Waltersdorf ist eine Autobahngabelung von der A 113 zur A 117 im Landkreis Dahme-Spreewald. Die A 113 verläuft vom Schönefelder Kreuz im Süden nach Nordwesten zum Dreieck Neukölln nach Berlin-Neukölln und die A 117 verläuft vom Dreieck Waltersdorf nach Norden zum Dreieck Treptow im Berliner Bezirk Treptow-Köpenick.
Die Haupttrasse bildet die A 113, die nach Nordwesten schwenkt und die A 117 zweigt nach Norden hin ab.
Das Waltersdorfer Dreieck ist eine Mischform aus einem trompetenförmigen Autobahndreieck und einer Autobahngabelung. Von der A 117 kommend ist zwar ein Abbiegen auf die A 113 in Richtung Dreieck Neukölln und Berliner Stadtzentrum möglich. Befährt man jedoch die A 113 in Richtung Autobahnkreuz Schönefeld kann nicht zur A 117 abgebogen werden. Diese Relation kann allerdings indirekt über die unmittelbar vor dem Dreieck befindliche Anschlussstelle Flughafen Berlin Brandenburg der A 113, das nachgeordnete Straßennetz (K6162) und die Anschlussstelle Waltersdorf der A 117 genutzt werden. Ab dem 500-m-Vorwegweiser der Anschlussstelle Flughafen Berlin Brandenburg wird „Waltersdorf“ auch als Ziel angegeben.
Vor der Verlängerung der A 113 nach Berlin im Jahr 2008 befand sich an der Stelle die AS Waltersdorf zur damaligen Bundesstraße 179. Mit der Fertigstellung der A 113 wurde die B 179 zur L 400 herabgestuft und die Ausfahrt in das Dreieck integriert.
Die nächsten Gemeinden sind Schönefeld und Schulzendorf sowie die Stadt Königs Wusterhausen und der Berliner Bezirk Treptow-Köpenick. Direkt östlich liegt der Schönefelder Ortsteil Waltersdorf, nach dem das Dreieck benannt ist, und südwestlich befindet sich der Ortsteil Kiekebusch. Westlich befindet sich der Flughafen Berlin Brandenburg und unmittelbar östlich der Gewerbepark Waltersdorf.
| Von                        | Nach                  | Durchschnittliche tägliche Verkehrsstärke | Durchschnittliche tägliche Verkehrsstärke | Anteil Schwerlastverkehr | Anteil Schwerlastverkehr |
| Von                        | Nach                  | 2010                                      | 2015                                      | 2010                     | 2015                     |
| -------------------------- | --------------------- | ----------------------------------------- | ----------------------------------------- | ------------------------ | ------------------------ |
| AS Flughafen BE-BB (A 113) | AD Waltersdorf        | keine Daten                               | 59.100                                    | keine Daten              | 7,3 %                    |
| AD Waltersdorf             | AK Schönefeld (A 113) | 65.100                                    | 83.600                                    | 7,9 %                    | 6,8 %                    |
| AD Treptow (A 117)         | AD Waltersdorf        | 23.100                                    | 19.900                                    | 6,5 %                    | 6,9 %                    |